# William Fazan
Pour les articles homonymes, voir Fazan.
William Fazan (Fulham, Londres, 17 juin 1877 - Londres, 1942) est un acteur britannique de théâtre et de cinéma.

## Filmographie
- 1930 : Meurtre (Murder!) d'Alfred Hitchcock
- 1931 : The Sleeping Cardinal (titre américain : Sherlock Holmes' Fatal Hour) (titre français: Le Cardinal endormi) de Leslie S. Hiscott
- 1934 : Flood Tide (en) de John Baxter
- 1935 : Once in a New Moon d'Anthony Kimmins
- 1937 : Jeune et innocent (Young and Innocent) d'Alfred Hitchcock
- 1938 : Fausses Nouvelles (Break the News) de René Clair
- 1939 : La Taverne de la Jamaïque (Jamaica Inn) d'Alfred Hitchcock

## Théâtre (sélection)
- 1929 : Jane Clegg de St. John Greer Ervine
- 1929 : Médée d'Euripide (adaptation : Gilbert Murray)